# Oster (flod)
 Ikke at forveksle med byen Oster (Ukraine).
Oster (ukrainsk: Остер) er en flod i den nordlige ukrainske oblast Tjernihiv. Floden er en venstre biflod til floden Desna. Det er cirka 199 km lang og dens afvandingsområde er 2.950 km2. Den er via kanaler og vandløb forbundet med med floden Trubizh, som løber sydvest fra Kyiv, ind i floden Dnepr. Vigtige byer og landsbyer ved floden omfatter: Nizhyn, Kozelets, Roslavl og Oster. 